# Красная Поляна (микрорайон Лобни)
Кра́сная Поля́на — бывшее село, затем посёлок, сейчас микрорайон в составе города областного подчинения Лобня Московской области. Расположен в 39 км к северу от центра Москвы и в 20 км от МКАД. В 5 км от станции Лобня Савёловского направления Московской железной дороги.
В 1919 году село Поляна переименовано в посёлок Красная поляна (деревня Пучки входит в посёлок).
До 1953 года — районный центр Краснополянского района Московской области.
До 1975 года — самостоятельный рабочий посёлок в составе Мытищинского района.
Посёлок Красная Поляна вошёл в историю Великой Отечественной войны как самая ближняя точка к Москве, на которой были остановлены немецкие войска.

## История появления села Поляна
До 1835 года место, где располагается современная Красная Поляна, было пустошью, окружённой лесом. Рядом протекала река Альба, впадавшая в Клязьму.
В Писцовых книгах за XVII век говорится о пустошах Поляне (Полянке, Полянах, Полянской). Вероятно, деревня Поляна была уничтожена во время Польско-литовского нашествия и возникла заново в XVIII веке.
В Отказной книге 1700 года говорится:
...да из того же села Нового Озерецкого после переписных книг переведены на пустошь, что ныне деревня, Поляну крестьяне (3 двора).
Села Поляна, и ближайшие Пучки, Горки и Катюшки относились к Озерецкой волости Московского уезда.
В 19 веке деревня Поляна входит в церковный приход села Чашниково, земля принадлежит Нарышкиным, которые сдали часть в аренду купцу первой гильдии Кузьме Крестовникову. Земли было 66 десятин (под сенной покос, лес дровяной, пахоту, проселочные дороги и под строения).
Сначала Кузьма Крестовников организовал надомное производство ткацкой мануфактуры. К 1848 году на купца работали около трёхсот крестьян из окрестных деревень, которые у себя дома на ручных ткацких станках ткали ткань из английской пряжи. К 1850 году купцы построили бумагопрядильную фабрику. При фабрике размещалась больница на десять мест. С рабочих в пользу больницы ежемесячно вычитали по полторы копейки с каждого рубля. Ближайшие земские врачи находились в семи-восьми километрах в селах «Черная Грязь» и «Сухарево».
Труд вольнонаемных рабочих был более производительным, чем труд крепостных крестьян. Но их нужно было закрепить постоянно на Поляне. Поэтому хозяева фабрики решают вложить некоторые средства в постройку жилья. В 1879 году была выстроена первая казарма. Маленькие каморки в казармах предназначались для двух семей (одна жила на одной стороне, другая семья — на другой). Такая скученность приводила к заболеваниям, распространению вшей, клопов и тараканов. Освещение было керосиновым.
Школы в «Поляне» не было, и дети ходили учиться в деревню «Пучки» (на противоположном берегу Альбы), в земское училище. В Пучковском земском училище основными предметами были закон Божий, история царского дома Романовых, русский язык и математика. Училище не имело собственного здания, поэтому занятия проводились в частных домах.
Крестовниковы построили баню, пекарню, часовню для отпевания усопших. Рабочие, проживавшие на фабрике, все продукты питания приобретали в хозяйской лавке в кредит. Каждый для этого имел заборную книжку. В округе было обилие питейных заведений с музыкой.
К концу XIX века в «Поляне» проживало 676 человек и 580 человек в «Пучках».
3 декабря 1905 года здесь началась крупная забастовка, жестоко подавленная вызванными из Москвы казаками.

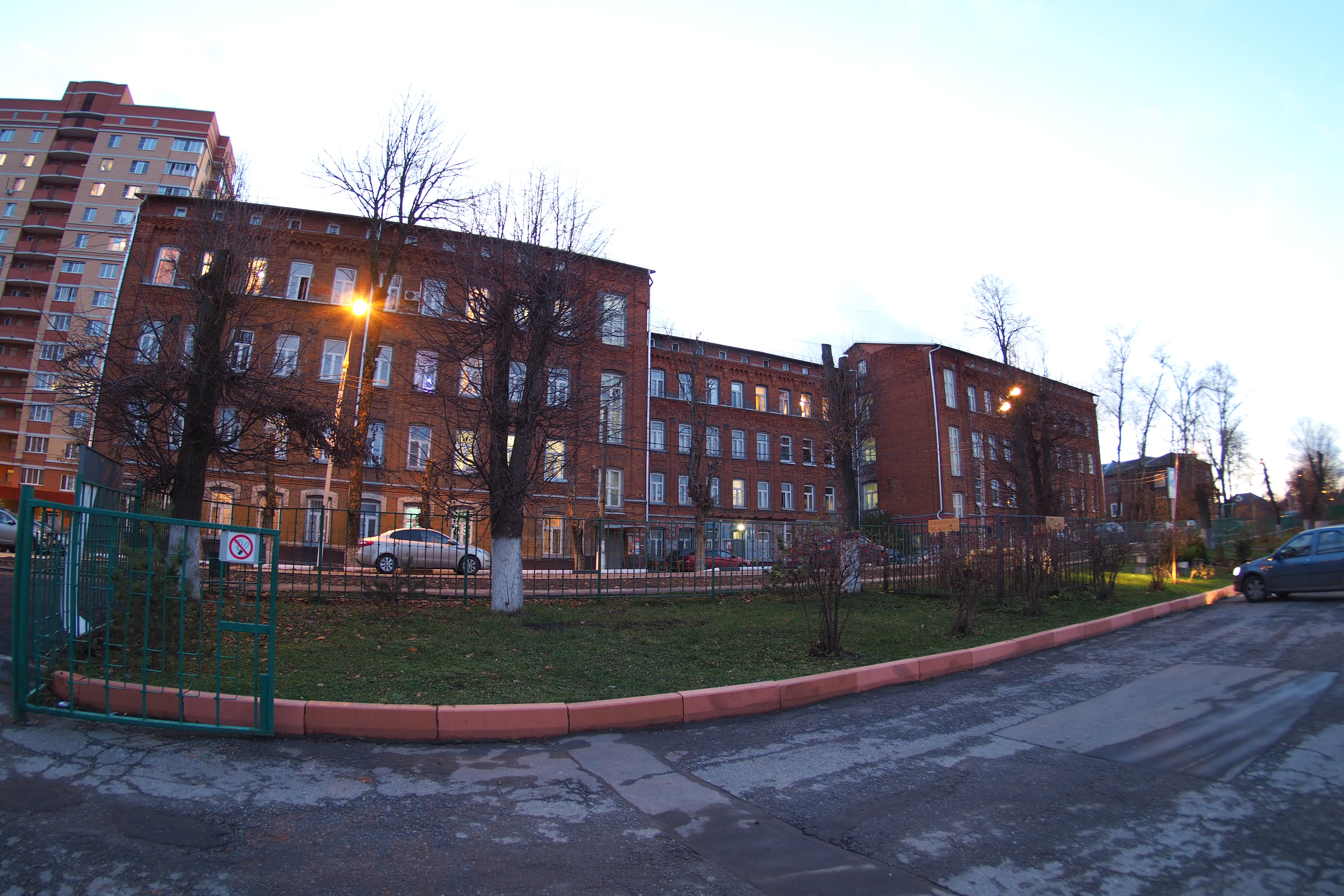
Одно из двух сохранившихся дореволюционных зданий фабричных казарм

К 1911 году в «Поляне» и «Пучках» при фабрике братьев Крестовниковых было: 102 двора, фабричная больница, земское училище, квартира урядника, казённая винная лавка, почта, 2 пивных трактирного промысла.

### История появления посёлка Красная Поляна. Советский период

План Красной Поляны

После Октябрьской революции в 1919 году, значительно разросшееся село Поляны, было переименовано в посёлок Красная Поляна, появилась электростанция, хлопкопрядильная фабрика.
В 1939 году, в результате административного передела, крупный по тем временам посёлок Красная Поляна стал центром отдельного Красно-Полянского района, одного из крупнейших в Подмосковье.

## Военная история

Монумент павшим защитникам Москвы

В ходе Великой Отечественной войны, в конце ноября 1941 года, немецкие войска заняли территорию посёлка. С падением Красной Поляны для немцев открывался прямой, кратчайший путь на Москву.
28 ноября 1941 года 1-я и 2-я танковые, 23-я пехотная немецкие дивизии продвигались по Рогачёвскому шоссе в сторону Лобни. Оборонительную линию Озерецкое — Красная Поляна — Киово держали воины 2-й Московской стрелковой дивизии, пополненной местными ополченцами.
Особенно напряжёнными были бои на развилке Краснополянского и Рогачёвского шоссе. 28 пулеметчиков из состава 438-го стрелкового полка под командованием лейтенанта Н. Бойко и младшего политрука Л. Женевского в течение пяти часов держали оборону позиции. Из пяти брошенных в бой на этом участке немецких танков три были подбиты. Ценой героической гибели советские воины не дали гитлеровцам прорваться к Москве. Именами командиров подразделений позже были названы улицы в Красной Поляне.
Геройски сражались и две другие роты 438-го полка, не дав пробиться врагу в районе села Мышецкого.
1 декабря 1941 года, на развилке Рогачёвского и Букинского шоссе, захлебнулась последняя попытка немцев прорваться к столице. Позиции там удерживали воины 13-й батареи 864-го зенитного артиллерийского полка под командованием воентехника 2-го ранга И. Жаворонкова. Два зенитных орудия этой батареи, расположенные по обе стороны Рогачёвского шоссе, стойко отражали атаки гитлеровцев, уничтожив шесть танков и сотни немцев.
5 декабря в районе деревни советская 20-я армия под командованием генерала Власова остановила части немецкой 4-й танковой армии. В советское время появилась документально необоснованная и недостоверная версия, что сам Власов в это время был в госпитале, а боевыми действиями руководил либо командующий оперативной группой А. И. Лизюков, либо начальник штаба Л. М. Сандалов.
8 декабря 1941 г. 331 стрелковая дивизия (командир — генерал-майор Ф. П. Король) и 28 стрелковая бригада (командир — полковник А. П. Гриценко) во взаимодействии с 135 танковым батальоном, 15 минометным дивизионом освободили Красную Поляну.
В память о боях на Рогачёвском шоссе был сооружён военный мемориал — поставлено на постамент зенитное орудие. В братской могиле на развилке Рогачёвского и Краснополянского шоссе покоится прах 1500 советских воинов, павших в боях за столицу. В 1970-е, 1980-е годы на местах былых сражений в Красной Поляне и Лобне были установлены многочисленные памятники, обелиски и мемориальные доски, увековечивающие память погибших воинов.
Подвигу зенитчиков посвящён снятый в 1964 году фильм В. Ордынского «У твоего порога».
В июле 2016 года, Лобненское местное отделение Российского военно-исторического общества, объявило о том, что ведёт работу над документальным фильмом под рабочим названием «Лобня: Эпизод 41-го». Авторы фильма заявили, что лента должна в доступной, привлекательной форме представить наиболее полные, достоверные сведения о событиях конца ноября – начала декабря 1941 года, когда Вермахт пытался прорваться к Москве».

## Послевоенная история
Послевоенная история Красной Поляны связана с восстановлением народного хозяйства, полностью разрушенного войной.
В 1953 году статус райцентра от разрушенного посёлка перешёл к Долгопрудному, практически не пострадавшему в войне, а в 1959 году был упразднён и район.

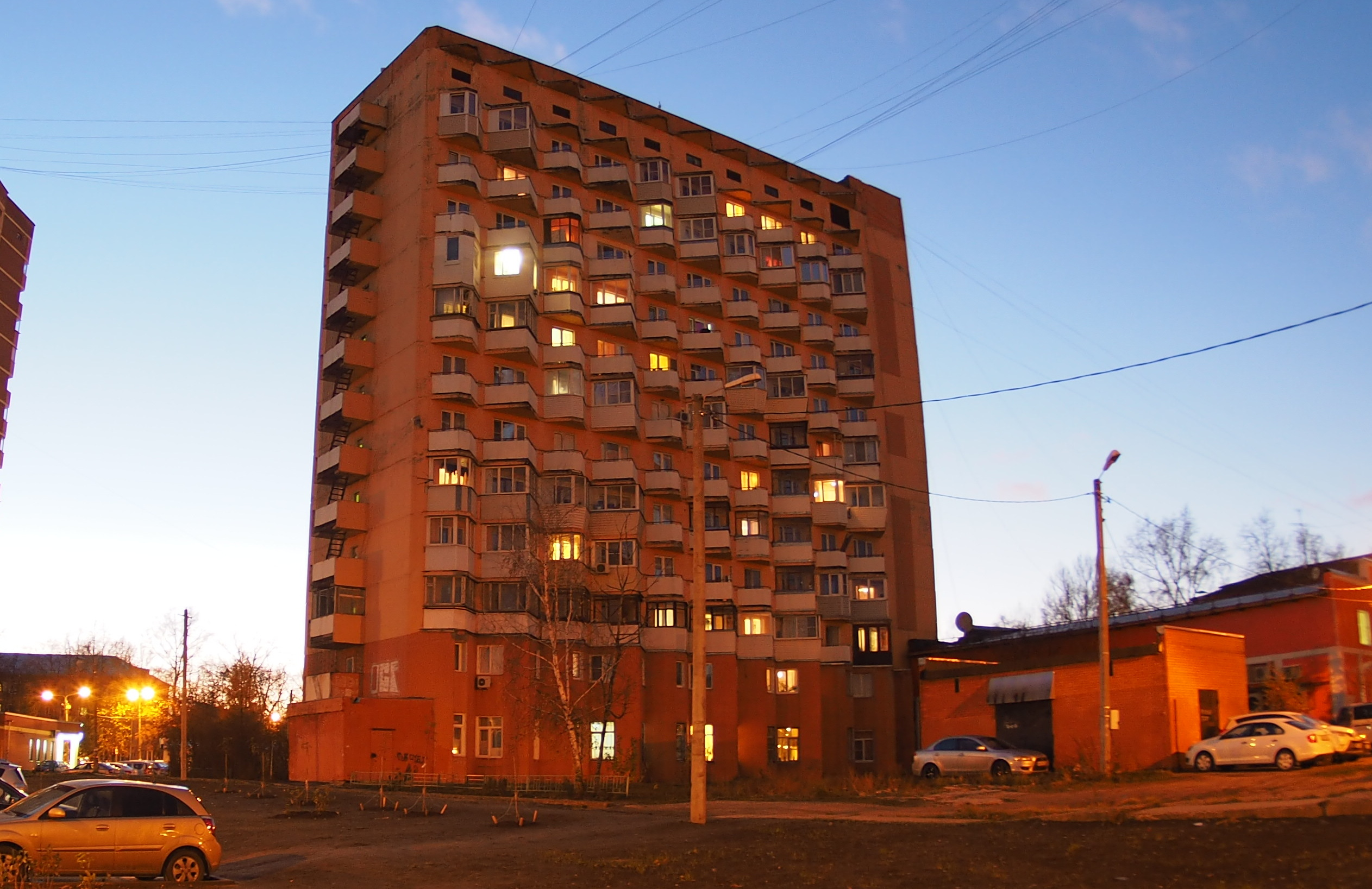
Дом у автобусного кольца Красная Поляна

18 декабря 1961 года Указом Президиума Верховного Совета РСФСР, соседний рабочий посёлок Лобня был преобразован в город областного подчинения. 14 марта 1975 года Красная Поляна была включена в его состав на правах микрорайона.

## Наше время

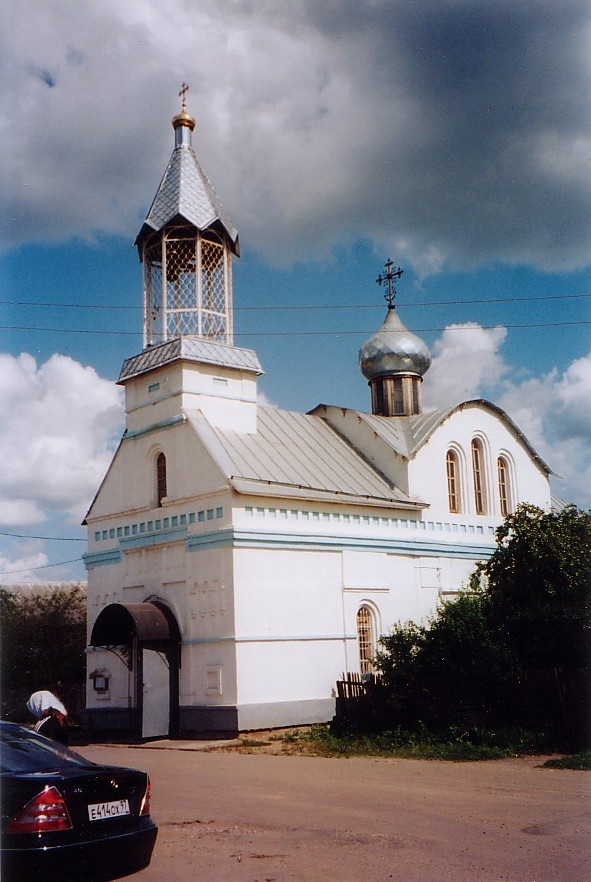
Михайловский Храм в Красной Поляне

Современная Красная Поляна — это крупнейший микрорайон Лобни, сосредоточивший в себе большую часть её промышленного потенциала.
Индустриальная база Красной Поляны включает в себя предприятия машиностроения, текстильной, стройматериалов, лёгкой и пищевой промышленности. Среди них выделяются: завод «Мосэлектромаш», Краснополянская хлопкопрядильная фабрика, ОАО УПТК, ГК «Металл Профиль» (ООО «ЦЗМП»), Лобненский завод металлических конструкций «Спецпрокат» (ООО "ТСФ «Спецпрокат»), путевая машинная станция и другие.
Отличительной особенностью Красной Поляны является её близость к аэропорту Шереметьево, из-за чего почти треть жителей микрорайона трудятся в различных его структурах.
Культурная жизнь микрорайона сосредоточена в Доме культуры «Красная Поляна», где в 1941 году формировалось Краснополянское районное ополчение. Сейчас об этом повествует мемориальная доска на фасаде здания.
Большой любовью у жителей микрорайона и города Лобня пользуется Муниципальный физкультурно-оздоровительный комплекс, включающий в себя спорткомплекс, школу бокса, сауну и бассейн.
В микрорайоне имеются 4 детских сада, ОГУЗ «Дом ребёнка», 1 школа, библиотека, центр дополнительного образования.
Здравоохранение представлено Краснополянской поселковой поликлиникой при Лобненской центральной городской больнице.

## Транспорт
- Красная Поляна имеет регулярное автобусное сообщение со станцией Лобня, автобусами № 1, 9 и с аэропортом Шереметьево автобусом № 24.
- Время в пути от станции Лобня до Савёловского вокзала города Москвы — 40 минут.